# Dværgulvefod-ordenen
Dværgulvefod-ordenen (Selaginellales) er en monotypisk orden med kun én familie, den nedennævnte:
| Familier |

- Dværgulvefod-familien (Selaginellaceae)

| Botanik | Spire Denne botanikartikel er en spire som bør udbygges. Du er velkommen til at hjælpe Wikipedia ved at udvide den. |

| Portal | Portal:Botanik |